# Bantayan
Bantayan è una municipalità di seconda classe delle Filippine, situata nella Provincia di Cebu, nella Regione del Visayas Centrale.
Bantayan è formata da 25 baranggay:
- Atop-atop
- Baigad
- Bantigue (Pob.)
- Baod
- Binaobao (Pob.)
- Botigues
- Doong
- Guiwanon
- Hilotongan
- Kabac
- Kabangbang
- Kampingganon
- Kangkaibe

- Lipayran
- Luyongbaybay
- Mojon
- Obo-ob
- Patao
- Putian
- Sillon
- Suba (Pob.)
- Sulangan
- Sungko
- Tamiao
- Ticad (Pob.)